# Лазарова, Алана Руслановна
Алана Руслановна Лазарова (род. 17 октября 1992) — российская дзюдоистка, призёр чемпионатов России, мастер спорта России.

## Спортивные результаты
- Первенство России по дзюдо среди кадетов 2008 года — ;
- Первенство России по дзюдо среди юниоров 2010 года — ;
- Первенство России по дзюдо среди юниоров 2011 года — ;
- Первенство России по дзюдо среди молодёжи 2013 года — ;
- Этап Кубка Европы по дзюдо 2013 года, Оренбург — ;
- Чемпионат России по дзюдо 2013 года — ;
- Чемпионат России по дзюдо 2014 года — ;
- Первенство России по дзюдо среди молодёжи 2014 года — ;
- Этап Кубка Европы по дзюдо 2014 года, Малага — ;